# Be Incorporated

Das Logo des Unternehmens

Be Incorporated war ein US-amerikanisches Unternehmen, das das Betriebssystem BeOS und den BeBox-Computer entwickelt hat. Der Firmensitz befand sich in Menlo Park, Kalifornien.

## Geschichte

Vorgänger-Logo.

Be Incorporated wurde von Jean-Louis Gassée und Steve Sakoman im Jahre 1990 mit 9 Mio. $ Startkapital gegründet. Geldgeber waren die Firmen AT&T und Cray. 1995 stellte Be die BeBox und das dafür entwickelte Betriebssystem BeOS vor. 1997 wurde die Produktion der BeBox eingestellt. Nachdem Be die Produktion eigener Hardware aufgegeben hatte, zeigte das Unternehmen Apple, das auf der Suche nach einem Nachfolger für Mac OS 8 war, Interesse an einer Übernahme. Dies scheiterte jedoch, da Jean-Louis Gassée 300 Millionen US-Dollar und einen Sitz im Vorstand verlangte.
Neben BeOS stellte Be auch BeIA her, eine eingeschränkte Version von BeOS, speziell für eingebettete Systeme, dessen unerwartet geringen Verkaufserfolg manche für den Bankrott von Be verantwortlich machen.

## Ende
Im Jahr 2001 verkaufte Be Incorporated sein „geistiges Eigentum“ (intellectual property), u. a. BeOS, an Palm Inc. für 11 Mio. US-$, als das Unternehmen vor der Insolvenz stand. Das Unternehmen strengte daraufhin einen Prozess gegen Microsoft wegen Wettbewerbsverzerrung an, speziell wegen der Einschränkung von OEM-Versionen, keine Dual-Boot-Systeme, die sowohl Microsofts als auch die Systeme anderer Hersteller enthalten, zu erlauben.
Im September 2003 einigten sich die beiden Parteien außergerichtlich auf eine Zahlung in Höhe von 23,25 Mio. US-$ an Be.
Bes Hauptsitz befand sich in Menlo Park, Kalifornien. Des Weiteren gab es Zweigstellen in Frankreich und Japan. Für die Dauer der Insolvenz wurde der Firmensitz nach Mountain View, Kalifornien verlegt. Das Unternehmen wurde 2009 endgültig liquidiert.

## Herkunft des Namens
Wahrscheinlich hatte der Name des Unternehmens seinen Ursprung in einem Gespräch zwischen Gassée und dem Mitgründer Steve Sakoman. Gassée wollte das Unternehmen ursprünglich „United Technoids Inc.“ nennen, womit Sakoman aber nicht einverstanden war, weshalb dieser versprach, im Wörterbuch nach einem besseren Namen zu suchen. Wenige Tage später, als Gassée ihn fragte, wie er vorankomme, antwortete Sakoman, dass er beim Buchstaben B schließlich über dem Wörterbuch eingeschlafen sei. Gassée meinte dazu: „Be ist toll. Ende der Geschichte“. („Be is nice. End of story“.)